# Халле (Боденвердер)
Халле (нем. Halle) — община в Германии, в земле Нижняя Саксония.
Входит в состав района Хольцминден. Подчиняется управлению Боденвердер. Население составляет 1641 человек (на 31 декабря 2010 года). Занимает площадь 28,73 км².
Коммуна подразделяется на 7 сельских округов.
| Год  | Население |
| ---- | --------- |
| 1990 | 1723      |
| 1995 | 1873      |
| 2000 | 1864      |
| 2005 | 1782      |
| 2010 | 1657      |